# Turdus rufiventris
Turdus rufiventris là một loài chim trong họ Turdidae.